# رود دولورس
رودخانه دولورس رودی است به رودخانه کلرادو می‌ریزد. این رود از کشور ایالات متحده آمریکا می‌گذرد. این رودخانه شاخه‌ای از رودخانه کلرادو است و طول آن به ۲۴۱ مایل (۳۸۸ کیلومتر) مایل میرسد، در ایالات متحده از کلرادو تا یوتا این رودخانه به صورت مارپیچ از مناطق ناهموار و خشک فلات غربی کلرادو می‌گذرد.
میانگین جریان سالیانه دولورس تا قبل از احداث سد ۱٬۲۰۰ فوت مکعب بر ثانیه (۳۴ متر مکعب بر ثانیه) بود اما پس از احداث سد به میزان ۶۰۰ فوت مکعب بر ثانیه (۱۷ متر مکعب بر ثانیه) رسید و تقلیل یافت.

## نگارخانه

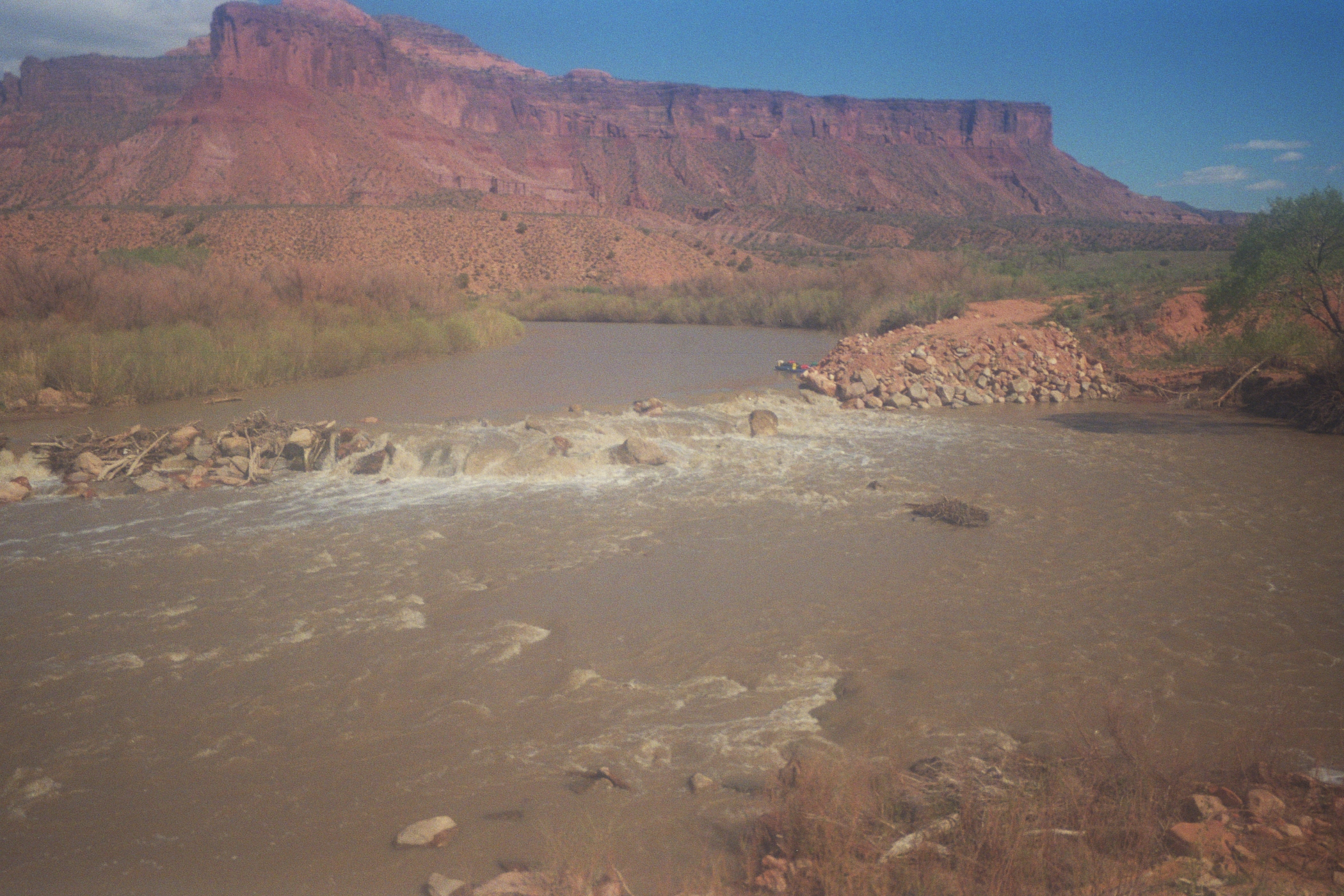
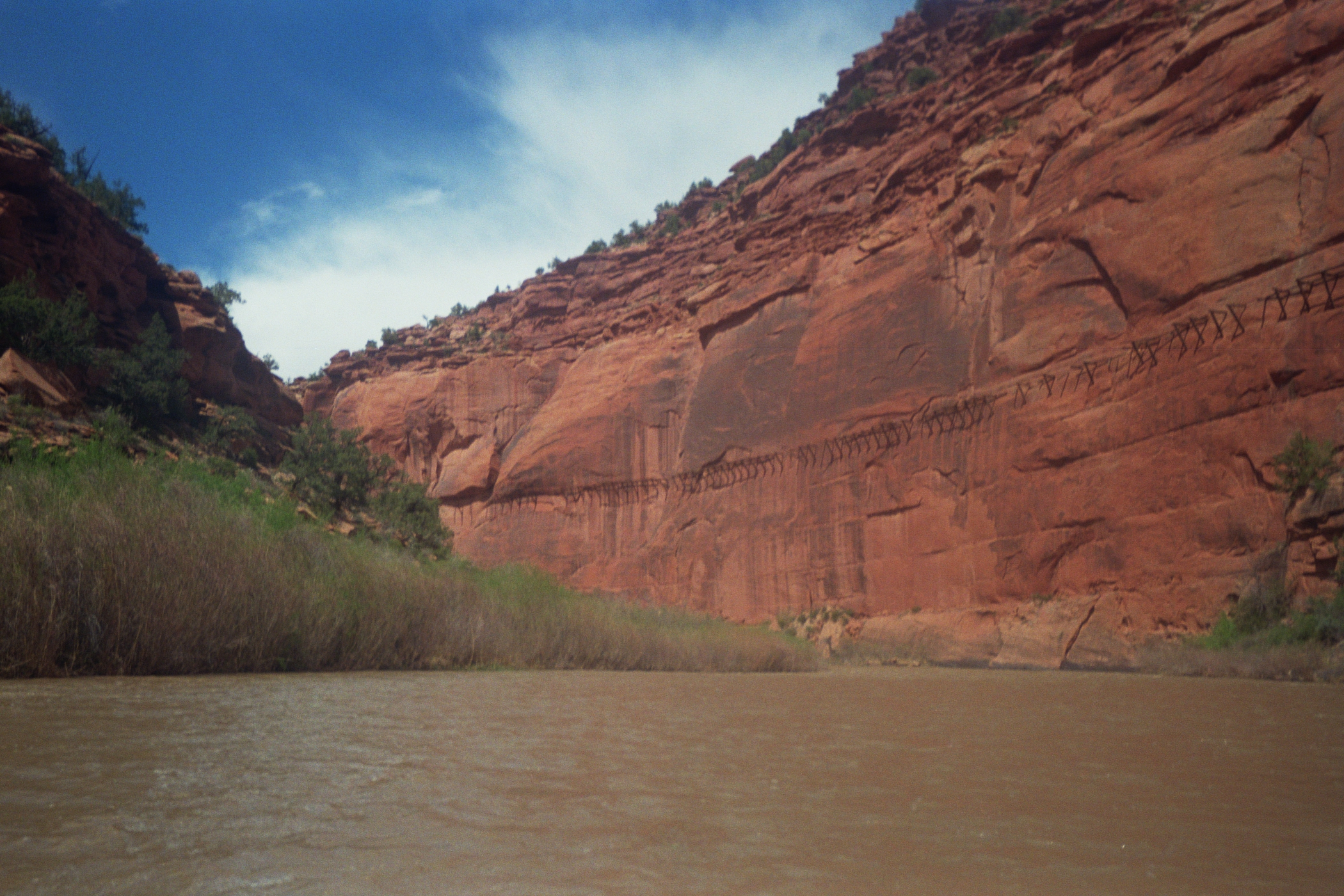
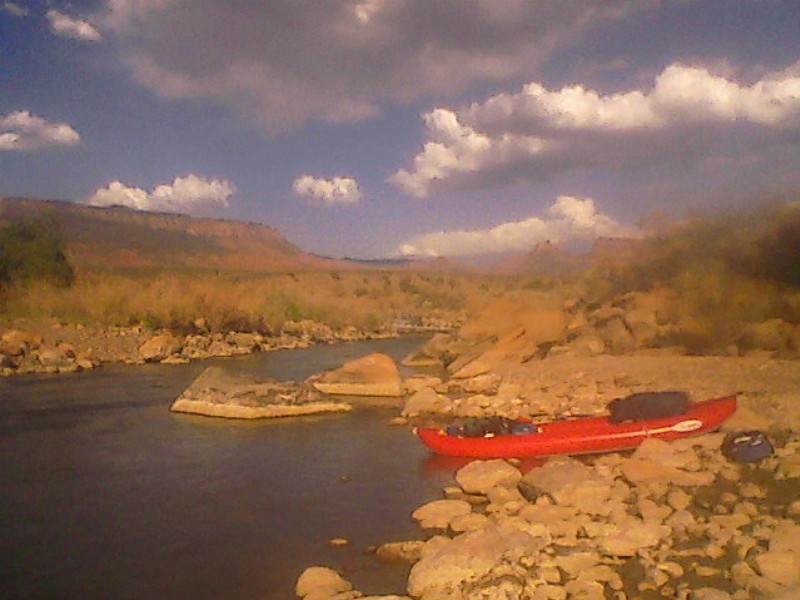